# Johanna Bonger

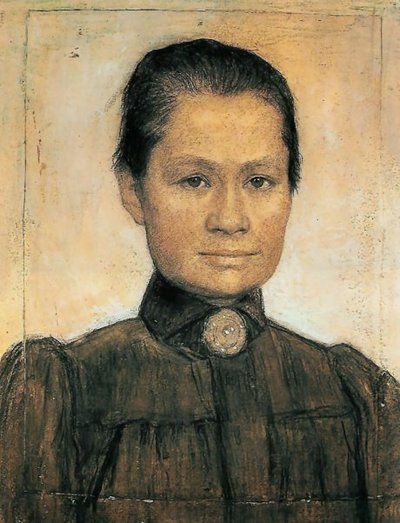
Jo Bonger (1905) (Johan Cohen Gosschalk, 1905)

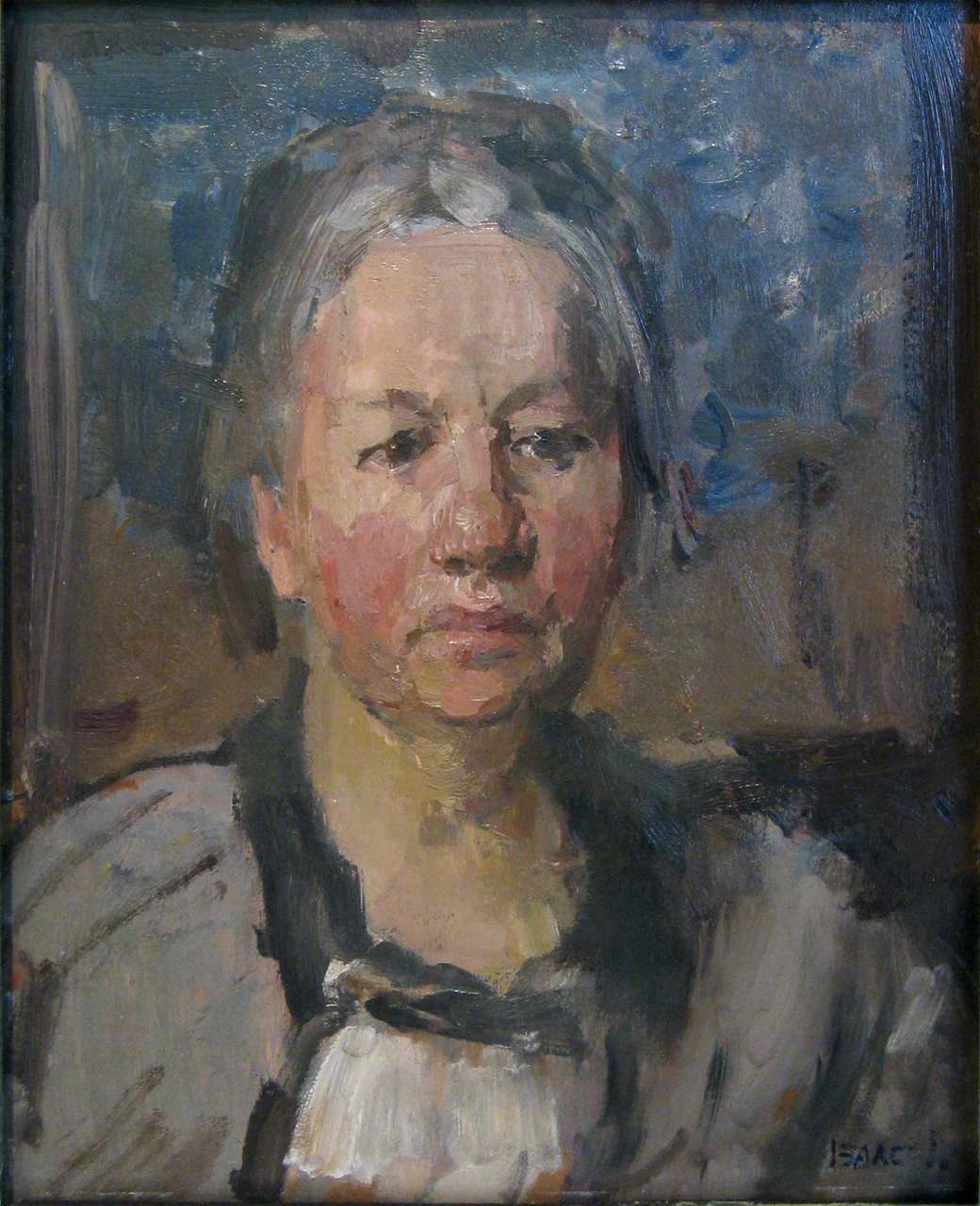
Johanna Bonger (Isaac Israëls, 1925)

Johanna (Jo) Gesina Bonger (Amsterdam, 4 oktober 1862 – Laren, 2 september 1925) was de echtgenote van kunsthandelaar Theo van Gogh, broer van Vincent van Gogh. Na de dood van de beide broers zorgde ze voor tentoonstellingen van Vincents werken. Ook verzorgde ze de uitgave van zijn brieven.

## Jeugd
Bonger werd geboren als vijfde in een gezin van zeven kinderen van de verzekeringsmakelaar Hendrik Christiaan Bonger (1828-1904) en Hermine Louise Weissman (1831-1905). Haar jongste broer was de latere criminoloog Willem Adriaan Bonger (1876-1940). Bonger studeerde Engels. Ze werd op haar tweeëntwintigste lerares Engels aan een meisjeskostschool te Elburg en vervolgens lerares op een meisjes-HBS te Utrecht.

## Huwelijk met Theo van Gogh
Op 17 april 1889 trouwde ze te Amsterdam met de kunsthandelaar Theo van Gogh, een vriend van haar broer Andries Bonger, die net als Theo te Parijs woonde. Ze verhuisde naar Parijs, waar op 31 januari 1890 hun zoon Vincent Willem werd geboren. Na de plotselinge dood van haar zwager Vincent op 29 juli van dat jaar, raakte haar echtgenoot in een zware depressie. Hij werd enkele weken verpleegd in Auteuil (Parijs), maar toen zijn toestand zich niet verbeterde, liet ze hem overbrengen naar Nederland, waar hij werd opgenomen in het Geneeskundig Gesticht voor Krankzinnigen te Utrecht. Zelf vestigde ze zich tijdelijk in Amsterdam.

## Terugkeer naar Nederland
Na de dood van haar echtgenoot op 25 januari 1891 keerde ze met haar zoontje en een groot aantal als waardeloos beschouwde schilderijen van Vincent van Gogh definitief terug naar Nederland. Bij het registreren van de kunstwerken van Vincent werd zij geholpen door haar broer Andries Bonger, die een eerste voorlopige oeuvrelijst samenstelde. Ze vestigde zich in Bussum, op de Koningslaan nummer 4. Om in haar levensonderhoud te voorzien, begon zij daar in de wijk Het Spiegel nabij het station Naarden-Bussum een pension in villa Helma en deed ze tevens pogingen het werk van haar zwager via verkopen in omloop te brengen. De eerste collega-kunstenaar die naar Bussum kwam om de collectie te bekijken, was Henry van de Velde tijdens zijn verblijf in Hotel Spaander te Volendam.
In 1901 trouwde ze met de kunstschilder Johan Cohen Gosschalk (1873-1912) – maar voor zij met hem trouwde had zij tussen 1894 en mei 1897 een kortstondige liefdesaffaire met Isaac Israëls – en in 1903 verhuisde het gezin naar Amsterdam.
In 1901 liet Jo Bonger samen met haar nieuwe man, Johan Cohen Gosschalk, Villa Eikenhof bouwen in Het Spiegel, naar een ontwerp van architect Willem Bauer. Bauers naam was verbonden aan de door Frederik van Eeden opgerichte commune Walden (1898) op landgoed Cruysbergen te Bussum. Jo betaalde de helft van de bouwkosten die totaal 6430 gulden was.
In 1905 was Bonger een van de oprichters van de Amsterdamse afdeling van de Sociaal-Democratische Vrouwenpropagandaclub. Ze was destijds al langere tijd lid van de Sociaal-Democratische Arbeiderspartij. In 1915 reisde ze samen met Heleen Ankersmit en Carry Pothuis-Smit naar Bern voor de Internationale Socialistische Vrouwenconferentie voor de Vrede.

## Promotie en verkoop werken van Vincent van Gogh
Tussen 1890 en 1923 werden volgens haar bewaarde kasboek 247 schilderijen en tekeningen van Vincent van Gogh door haar verkocht, maar op grond van onderzoekingen van de provenance van de werken van Vincent mag aangenomen worden dat het aantal door haar verkochte werken aanzienlijk hoger moet zijn geweest.
In 1905 organiseerde Bonger een grote tentoonstelling van Van Goghs werken in het Stedelijk Museum. Ze bood het Rijksmuseum schilderijen in bruikleen aan, maar het aanbod werd afgewezen. Later volgden exposities in Berlijn en Londen. Bonger was vastbesloten de wereld het werk van haar zwager te tonen. Begin 1892 had ze al verschillende kleine exposities georganiseerd, waaronder een in de Amsterdamse kunstenaarssociëteit Arti et Amicitiae.
Intussen was Bonger bezig met het op chronologische volgorde leggen van de brieven van Vincent, die ze vervolgens overtypte. Omdat veel van de brieven ongedateerd waren, kwam daar soms heel wat speurwerk aan te pas. In het voorjaar van 1914 verscheen bij de Maatschappij voor goede en goedkoope lectuur te Amsterdam een eerste uitgave van de brieven onder de titel Brieven aan zijn broeder, met een door Bonger geschreven biografie.
Bonger verhuisde in 1915 naar New York, waar ze Vincents brieven naar het Engels begon te vertalen. In 1919 keerde ze naar Nederland terug. Toen ze op 62-jarige leeftijd overleed, had ze 526 brieven van hem vertaald.

## Vincent van Gogh Stichting
Op 21 juli 1962 werd een overeenkomst ondertekend tussen de Staat der Nederlanden en de Vincent van Gogh Stichting. De familie droeg voor 15 miljoen gulden de resterende verzameling, bestaande uit 200 schilderijen van Vincent van Gogh en Paul Gauguin, 400 tekeningen en alle brieven van Vincent over aan de Staat. Hiermee werd de grondslag gelegd voor het Amsterdamse Van Gogh Museum, dat op 2 juni 1973 werd geopend.

## Trivia
- In het voorjaar van 2020 was er discussie over de vraag of Villa Eikenhof op de monumentenlijst geplaatst moest worden, of dat deze ten behoeve van nieuwbouw afgebroken moest worden.[7][8] Uiteindelijk kreeg de woning gebouwd door Willem Cornelis Bauer een gemeentelijke monumentenstatus en werd ze na verkoop behouden.[9]
- Op het einde van haar leven leed zij aan de ziekte van Parkinson. Zij ligt begraven op begraafplaats Zorgvlied, naast haar tweede man.
- In de nieuwe woonwijk Buurtschap Crailo is een straatnaam vernoemd naar haar, de Jo van Gogh-Bonger straat.[10]